# Пхор, Евгений Борисович
Евгений Борисович Пхор (17 мая 1936, Ленинград — 22 января 2023, Цфат) — советский и российский архитектор, градостроитель, преподаватель, теоретик архитектуры. Представитель советского модернизма. Оказал особое влияние на развитие планового строительства городов Сибири. С 1966 года работал главным архитектором проектов планировки юго-восточной зоны Москвы. С 2005 года ушёл из практической архитектуры и занялся развитием оригинальной философско-научной концепции.

## Биография
Родился в Ленинграде в 1936 году, с 1939 года с семьёй жил в Москве.
Окончил факультет градостроительства Московского архитектурного института в 1960 году. Работал в институте Моспроект-2, в мастерской Игоря Анатольевича Покровского.
В 1960—1966 годах работал в Иркутске в институте Иркутскгражданпроект архитектором, затем старшим архитектором, руководителем группы архитекторов, главным архитектором проектов. В качестве главного архитектора проекта или ответственного исполнителя (с участием других авторов) выполнил проекты генпланов городов Слюдянка, Нижнеудинск, Усолье-Сибирское, села Ново-Ленино. Занимался разработкой проекта планировки и застройки, благоустройства и озеленения районов.
С 1966 года работал в институте Моспроект-1 главным архитектором проектов и руководителем бригады планировки юго-восточной планировочной зоны Москвы. Основной труд — планировка и застройка района Орехово-Борисово: при работе над этим проектом предложил уникальную для Москвы концепцию внедрения промышленных, научных и учебных объектов в новый жилой район, реализовал схему застройки, сохранявшую видовую панораму Царицынского дворца. Занимался также проектированием застройки недавно присоединённых к Москве районов Нагатино, Ленино, Бирюлёво, реализовал проект комбината похоронных принадлежностей в промышленной зоне Коломенское.
С 1974 года — руководитель сектора комплексной реконструкции в институте МосжилНИИпректа, где руководил разработками новых методик реконструкции, сбором данных и анализом состояния всех жилых зданий в пределах Садового кольца. По словам работавшего под его руководством Александра Асадова, выступал за развитие уникальной градостроительной среды вопреки советской тенденции к стандартизации застройки.
В 1980 году вернулся в Моспроект-2 главным архитектором проекта комплексной реконструкции пешеходной зоны улицы Арбат; на этом посту разрабатывал проект максимального сбережения наличного жилого фонда, вплоть до консультаций с жителями реконструируемых домов об их пожеланиях относительно их квартир, в которые они могли бы затем вернуться. Однако в 1983 году проект был закрыт в связи с решением о преобразовании улицы Арбат в пешеходно-рекреационную зону. После этого Пхор работал художником в Московском Комбинате Декоративно-оформительского искусства (КДОИ), где выполнял проекты комплексного художественного решения центра Саяногорска, мясокомбината в Гяндже, пионерских лагерей и выставок.
С 1986 года научный сотрудник института РосгипроНИИсельстрой. Автор научной работы по санитарно-защитным зонам птицефабрик, эскиза пятилетнего плана развития проектных организаций системы Госагропрома РСФСР.
С 1989 года работал руководителем проектного бюро «САМ» («Социализация архитектурной мысли»), которое основал вместе с коллегами.

## Публикации
- газета «Правда» (17 апреля 1979, «Эксперимент на Кузнецком мосту»)
- журнал «Строительство и архитектура Москвы» (№ 5 за 1979, «На Кузнецком мосту — комплексная реконструкция квартала»)
- научная работа «Методические указания по учёту факторов ближайшего окружения при перепланировке опорных жилых зданий в г. Москве» (МосжилНИИпроект, 1975)
- публикации «Переустройство городских территорий и обновление жилого фонда как единый процесс реконструкции исторических городов» (сборник СА СССР «Градостроительные вопросы сохранения и использования памятников архитектуры», Стройиздат, 1980)
- журнал «Архитектурный вестник» № 3 (120) 2011 («Изобретательность, помноженная на безжалостность к себе. К 60-летиию Александра Асадова», 19 июня 2011)[5]

## Премии
- конкурс на проект планировочного решения Таганской площади Садового кольца (1967; третья премия),
- конкурс на решение центров планировочных зон Москвы (1973; Южная зона, первая премия).